# 모리의 정원
《모리의 정원》(일본어: モリのいる場所)은 2018년에 일본에서 개봉 2020년에 대한민국에서 개봉한 일본의 영화이다.

## 캐스팅

### 주연
- 야마자키 츠토무 : 모리카즈 역
- 키키 키린 : 히데코 역

### 조연
- 카세 료 : 후지타 역
- 요시무라 카이토 : 가시마 역
- 키타로 : 아라키 역
- 미츠이시 켄 : 아사히나 역
- 아오키 무네타카 : 카지마 코헤이 역
- 후키코시 미츠루 : 미즈시마 역
- 이케타니 노부에 : 미에 역
- 하야시 요이치 : 쇼와 천황 역
- 미카미 히로시 : 손님 역

## 수상
- 2018년 제31회 도쿄국제영화제 일본의 현재
- 2018년 제37회 벤쿠버국제영화제 게이트웨이
- 2018년 제21회 상하이국제영화제 일본영화
- 2018년 제19회 샌디에고 아시안 영화제 아시아 팝
- 2018년 제8회 북경국제영화제 프리미어